# Ľubomír Graban
Ľubomír Graban (* 30. července 1958) je bývalý slovenský prvoligový fotbalista.

## Hráčská kariéra
V československé nejvyšší soutěži zasáhl do 3 utkání v dresu ZŤS Košice, v nichž neskóroval. Do Košic přišel ze Zvolenu.

## Ligová bilance
| Ročník                                   | Zápasy | Góly | Minuty | Klub       |
| ---------------------------------------- | ------ | ---- | ------ | ---------- |
| 1. československá fotbalová liga 1980/81 | 3      | 0    | –      | ZŤS Košice |
| CELKEM 1. LIGA ČSSR                      | 3      | 0    | –      |            |